# Episodi di A tutte le auto della polizia (terza stagione)
La terza stagione della serie televisiva A tutte le auto della polizia è stata trasmessa in anteprima negli Stati Uniti d'America dalla ABC tra il 9 settembre 1974 e il 17 marzo 1975.
| nº | Titolo originale           | Titolo italiano | Prima TV USA      | Prima TV Italia |
| -- | -------------------------- | --------------- | ----------------- | --------------- |
| 1  | An Ugly Way to Die         |                 | 9 settembre 1974  |                 |
| 2  | Key Witness                |                 | 23 settembre 1974 |                 |
| 3  | Legacy of Death            |                 | 30 settembre 1974 |                 |
| 4  | Death at 6 A.M.            |                 | 7 ottobre 1974    |                 |
| 5  | Walk a Tightrope           |                 | 21 ottobre 1974   |                 |
| 6  | Judgement                  |                 | 28 ottobre 1974   |                 |
| 7  | Johnny Lost His Gun        |                 | 4 novembre 1974   |                 |
| 8  | Prelude to Vengeance       |                 | 11 novembre 1974  |                 |
| 9  | Vendetta                   |                 | 18 novembre 1974  |                 |
| 10 | The Old Neighborhood       |                 | 25 novembre 1974  |                 |
| 11 | A Test of Courage          |                 | 2 dicembre 1974   |                 |
| 12 | The Assassin               |                 | 9 dicembre 1974   |                 |
| 13 | Blue Christmas             |                 | 16 dicembre 1974  |                 |
| 14 | Take Over                  |                 | 30 dicembre 1974  |                 |
| 15 | The Saturday Night Special |                 | 13 gennaio 1975   |                 |
| 16 | The Hunting Ground         |                 | 20 gennaio 1975   |                 |
| 17 | Solomon's Dilemma          |                 | 27 gennaio 1975   |                 |
| 18 | Angel                      |                 | 3 febbraio 1975   |                 |
| 19 | The Shield                 |                 | 10 febbraio 1975  |                 |
| 20 | S.W.A.T.                   |                 | 17 febbraio 1975  |                 |
| 21 | A Deadly Image             |                 | 24 febbraio 1975  |                 |
| 22 | Cliffy                     |                 | 3 marzo 1975      |                 |
| 23 | Nightmare                  |                 | 17 marzo 1975     |                 |